# 各務原市水道事業庁舎
各務原市水道事業庁舎（かかみがはらしすいどうじぎょうちょうしゃ）は、岐阜県各務原市三井東町にある水道事業（上水道・簡易水道・下水道）に関する庁舎。

## 概要
- 各務原市の水道事業を管轄する水道部の庁舎である。1974年（昭和49年）竣工。

## 庁舎施設概要
1階
- 事務室（水道総務課・下水道課）
- 宿直室

2階
- 事務室（水道施設課）
- 休養室
- コンピューター室

3階
- 会議室
- 休養室

4階
- 事務室（水道施設課）
- 宿直室
- 集中管理室

## 管轄する主な施設
水源地
- 三井水源地　（三井東町4丁目68）
- 西市場水源地　（那加西市場町3丁目179-1）
- 小網水源地　（川島小網町1912-27）
- 笠田水源地　（川島笠田町6丁目63）
- 弥平島水源地　（下中屋町字弥平島918-2）

受水池・配水池
- 三井山配水池　（三井山町2丁目16-2）
- 大伊木配水池　（鵜沼字伊木山1493-2）
- 松が丘受水池　（松が丘1丁目93）
- 八木山低区配水池　（松が丘81番地）
- 八木山高区配水池　（八木山4）
- 鵜沼東受水池　（鵜沼東町2丁目56）
- 緑苑配水池　（緑苑中3丁目5-2）
- 緑苑中区配水池　（緑苑西2丁目8）
- 緑苑高区配水池　（緑苑北3丁目2）
- 川崎山配水池　（蘇原興亜町4丁目6-20）
- 尾崎受水池　（尾崎西町1丁目17）
- 尾崎配水池　（那加大洞2）
- 持田受水池　（須衛町2丁目639）
- 須衛配水池　（須衛字地獄洞2522-1）
- 地獄洞配水池　（須衛字地獄洞2502）

廃止された水源地
- 河田水源地　（川島河田町473-42）　現・小網水源地河田取水ポンプ場

## 交通アクセス
- 名鉄各務原線「市民公園前駅」下車、徒歩約20分。
- 各務原市ふれあいバス川島線「三井山官舎」バス停より徒歩約12分

## 周辺施設
- 三井山
- 三井池
- 各務原工業団地
- 陸上自衛隊守山駐屯地岐阜分屯地
- 航空自衛隊岐阜基地

## その他
- 2011年（平成23年）から2017年（平成29年）まで、庁舎内に各務原市埋蔵文化財調査センターが併設されていた[1][2]。
- 2023年（令和5年）7月28日、三井水源地の井戸から、発がん性などが指摘されている有機フッ素化合物の一種「PFOS」「PFOA」が国の暫定目標値の最大15.8倍の濃度で検出され、2020年11月の水質検査で超過を把握していたが、法的な公表義務がないためなどの理由で公表していなかったことを発表した[3]。市は水源地に活性炭を用いて有機フッ素化合物を取り除く浄水設備の改良工事などを2023年中に行い、その後、除去施設を建設する方針を示している。また、三井水源地の配水区域にある保育所、小学校、中学校、高校に浄水器を取り付ける[4]。尚、三井水源地で超過が確認された井戸から半径500m以内にある家庭や事業所の井戸にも国の目標値を超えるPFASが検出されており、三井水源地のみが汚染されているのでは無く、広範囲で汚染されている可能性がある[5]。